# 筑波国造
筑波国造（つくばのくにのみやつこ・つくばこくぞう）は常陸国南部を支配した国造。

## 概要

### 祖先
- 『国造本紀』によると、成務朝に忍凝見命の孫の阿閇色命が初めて筑波国造に任じられたとされる。
- 『常陸国風土記』によれば、昔は「紀の国」だったこの地の国名を、自分の名前によって「筑波国」に改めた筑波国造の筑箪命（采女氏の同族）は成務朝より前の崇神朝の国造であるとされている。

### 氏族
『正倉院文書』に、筑波国造の末裔と見られる筑波郡副擬少領・丈部直佐弥麻呂の名前が見えるため、丈部直氏であったとする説がある。
また、常陸国筑波郡の出身の采女で、尚膳として孝謙天皇（称徳天皇）に仕えており、神護景雲2年（768年）6月に、常陸国造に任命された壬生直小家主女も筑波国造の末裔であると考えられることから、壬生直氏も筑波国造の一族であったとされる。

## 本拠
筑波郡筑波郷。

### 支配領域
国造の支配領域は当時筑波国と呼ばれた地域、後の常陸国筑波郡、現在の茨城県土浦市の一部、つくば市・つくばみらい市の大部分に相当する。なお、『常陸国風土記』によれば、筑波は旧名が「紀国（きのくに＝毛野国）」であったとされており、筑波の西は毛野川（鬼怒川）と連なり下毛野とも近接しているため、毛野はある時期には那須地域の他にも常陸国の新治・白壁・筑波の一帯を含む地域であった可能性が指摘されている。4世紀後半から5世紀初め、この地域の前方後円墳は栃木県の小川・湯津上一帯と茨城県の筑波・柿岡一帯に分布しており、茨城県石岡市の丸山古墳と、栃木県那須郡那珂川町の那須八幡塚古墳は、墳丘の形や内部構造までが一致している。

## 氏神
筑波郡に唯一存在する式内社の筑波山神社。筑波男神・筑波女神を祀る。

### 墓
- 后塚古墳
茨城県土浦市にある全長53.8メートルの前方後方墳で、古墳時代前期の築造。
- 王塚古墳
茨城県土浦市にある全長84メートルの柄鏡式前方後円墳で、古墳時代前期の築造。后塚古墳の南東にほぼ隣接して築造され、后塚古墳に次代と想定されていたが、近年は異論もある[7]。
- 筑波八幡塚古墳
茨城県つくば市にある全長90メートルの前方後円墳で、6世紀前半の築造。阿閉色命の墓とする伝承とは築造時期が異なるが、国造になった者の墓と見られる[8]。